# 1. liga 2023-2024
La 1. liga 2023-2024, conosciuta anche come Fortuna liga per ragioni di sponsorizzazione, è stata la 31ª edizione della massima serie del campionato ceco, con inizio il 22 luglio 2023 e terminata il 25 maggio 2024.
Lo Sparta Praga è la squadra campione in carica, e si è riconfermato conquistando il suo quattordicesimo titolo nazionale.

## Stagione

### Novità
Dalla stagione precedente è retrocesso lo Zbrojovka Brno, ultimo in classifica, mentre è stato promosso dalla 2. liga il Karviná, dopo un solo anno di serie cadetta.

### Formula
Le 16 squadre partecipanti si affrontano in gironi di andata-ritorno per un totale di 30 giornate, che costituiscono la stagione regolare. Al termine della stagione regolare le prime sei squadre classificate si qualificano per i play-off scudetto, le squadre classificate dal 7º al 10º posto si qualificano per i play-off di metà classifica e, infine, le squadre dall'11º al 16º partecipano ai play-out.
Al termine della stagione la squadra campione si qualifica per il secondo turno di qualificazione della UEFA Champions League 2024-2025 come la seconda, mentre la quarta e la quinta classificate si qualificano per il secondo turno di qualificazione della UEFA Conference League 2024-2025, insieme con una squadra dalla coppa per l'Europa League.
Per quanto riguarda i play-out, l'ultima classificata retrocede in 2. Liga mentre penultima e terzultima affrontano la seconda e terza classificate della 2. Liga, per mantenere la categoria.

## Squadre partecipanti
| Club               | Città              | Stadio                           | Stagione precedente            |
| ------------------ | ------------------ | -------------------------------- | ------------------------------ |
| Baník Ostrava      | Ostrava            | Stadio Municipale                | 11° in Fortuna Liga            |
| Bohemians 1905     | Praga              | Stadio Ďolíček                   | 4° in Fortuna Liga             |
| Dyn. Č. Budějovice | České Budějovice   | Stadio Střelecký ostrov          | 10° in Fortuna Liga            |
| Hradec Králové     | Hradec Králové     | Stadio Municipale Mladá Boleslav | 8° in Fortuna Liga             |
| Jablonec           | Jablonec nad Nisou | Stadion Střelnice                | 13° in Fortuna Liga            |
| Karviná            | Karviná            | Městský stadion                  | 1° in 2. Liga                  |
| Mladá Boleslav     | Mladá Boleslav     | Stadio Municipale                | 9° in Fortuna Liga             |
| Pardubice          | Pardubice          | Stadio Ďolíček (Praga)           | 14° in Fortuna Liga            |
| Sigma Olomouc      | Olomouc            | Andrův stadion                   | 6° in Fortuna Liga             |
| Slavia Praga       | Praga              | Sinobo Stadium                   | 2° in Fortuna Liga             |
| Slovácko           | Uherské Hradiště   | Stadio Miroslav Valenty          | 5° in Fortuna Liga             |
| Slovan Liberec     | Liberec            | Stadion u Nisy                   | 7° in Fortuna Liga             |
| Sparta Praga       | Praga              | Generali Arena                   | Campione della Repubblica Ceca |
| Teplice            | Teplice            | Na Stínadlech                    | 12° in Fortuna Liga            |
| Trinity Zlín       | Zlín               | Stadio Letná                     | 15° in Fortuna Liga            |
| Viktoria Plzeň     | Plzeň              | Doosan Arena                     | 3° in Fortuna Liga             |

## Allenatori e primatisti
| Squadra            | Allenatore          | Calciatore più presente | Cannoniere |
| ------------------ | ------------------- | ----------------------- | ---------- |
| Baník Ostrava      | Pavel Hapal         |                         |            |
| Bohemians 1905     | Jaroslav Veselý     |                         |            |
| Dyn. Č. Budějovice | Jiří Lerch          |                         |            |
| Hradec Králové     | Václav Kotal        |                         |            |
| Jablonec           | Radoslav Látal      |                         |            |
| Karviná            | Juraj Jarábek       |                         |            |
| Mladá Boleslav     | David Holoubek      |                         |            |
| Pardubice          | Radoslav Kováč      |                         |            |
| Sigma Olomouc      | Jiří Saňák          |                         |            |
| Slavia Praga       | Jindřich Trpišovský |                         |            |
| Slovácko           | Martin Svědík       |                         |            |
| Slovan Liberec     | Luboš Kozel         |                         |            |
| Sparta Praga       | Brian Priske        |                         |            |
| Teplice            | Zdenko Frťala       |                         |            |
| Trinity Zlín       | Bronislav Červenka  |                         |            |
| Viktoria Plzeň     | Miroslav Koubek     |                         |            |

## Stagione regolare

### Classifica
Aggiornata al 24 aprile 2024.
|  | Pos. | Squadra            | Pt | G  | V  | N  | P  | GF | GS | DR  |
|  | ---- | ------------------ | -- | -- | -- | -- | -- | -- | -- | --- |
|  | 1.   | Sparta Praga       | 76 | 30 | 24 | 4  | 2  | 70 | 26 | +44 |
|  | 2.   | Slavia Praga       | 72 | 30 | 22 | 6  | 2  | 62 | 23 | +39 |
|  | 3.   | Viktoria Plzeň     | 62 | 30 | 19 | 5  | 6  | 37 | 33 | +34 |
|  | 4.   | Baník Ostrava      | 45 | 30 | 13 | 6  | 11 | 48 | 39 | +9  |
|  | 5.   | Mladá Boleslav     | 44 | 30 | 12 | 8  | 10 | 50 | 46 | +4  |
|  | 6.   | Slovácko           | 41 | 30 | 11 | 8  | 11 | 39 | 40 | -1  |
|  | 7.   | Slovan Liberec     | 40 | 30 | 10 | 10 | 10 | 46 | 46 | 0   |
|  | 8.   | Sigma Olomouc      | 37 | 30 | 10 | 7  | 13 | 40 | 45 | -5  |
|  | 9.   | Hradec Králové     | 37 | 30 | 9  | 10 | 11 | 32 | 38 | -6  |
|  | 10.  | Teplice            | 36 | 30 | 9  | 9  | 12 | 31 | 40 | -9  |
|  | 11.  | Bohemians 1905     | 35 | 30 | 8  | 11 | 11 | 29 | 40 | -11 |
|  | 12.  | Jablonec           | 30 | 30 | 6  | 12 | 12 | 35 | 45 | -10 |
|  | 13.  | Pardubice          | 28 | 30 | 7  | 7  | 16 | 29 | 42 | -13 |
|  | 14.  | Karviná            | 25 | 30 | 6  | 7  | 17 | 30 | 52 | -22 |
|  | 15.  | Trinity Zlín       | 25 | 30 | 5  | 10 | 15 | 36 | 61 | -25 |
|  | 16.  | Dyn. Č. Budějovice | 24 | 30 | 6  | 6  | 18 | 34 | 62 | -28 |

Legenda:
      Ammesse ai Play-off scudetto.
      Ammesse ai Play-off intermedi.
      Ammesse ai Play-out.
Note:
Tre punti per la vittoria, uno per il pareggio, zero per la sconfitta.

## Play-off scudetto

### Classifica
Le squadre mantengono i punti conquistati nella stagione regolare.
|  | Pos. | Squadra        | Pt | G  | V  | N  | P  | GF | GS | DR  |
|  | ---- | -------------- | -- | -- | -- | -- | -- | -- | -- | --- |
|  | 1.   | Sparta Praga   | 87 | 35 | 27 | 6  | 2  | 82 | 30 | +52 |
|  | 2.   | Slavia Praga   | 85 | 35 | 26 | 7  | 2  | 76 | 24 | +52 |
|  | 3.   | Viktoria Plzeň | 70 | 30 | 7  | 7  | 16 | 29 | 42 | -13 |
|  | 4.   | Baník Ostrava  | 49 | 30 | 6  | 7  | 17 | 30 | 52 | -22 |
|  | 5.   | Mladá Boleslav | 47 | 30 | 5  | 10 | 15 | 36 | 61 | -25 |
|  | 6.   | Slovácko       | 44 | 30 | 6  | 6  | 18 | 34 | 62 | -28 |

Legenda:

 Ammessa allo spareggio promozione/retrocessione
      Retrocessa in Druhá liga 2024-2025
Note:

Tre punti a vittoria, uno a pareggio, zero a sconfitta.
Legenda:

      Campione della Repubblica Ceca e ammessa ai preliminari della UEFA Champions League 2024-2025
      Ammessa al secondo turno della fase preliminare della UEFA Champions League 2024-2025
      Ammessa alla UEFA Europa Conference League 2024-2025
Note:

Tre punti per la vittoria, uno per il pareggio, zero per la sconfitta.

## Play-off intermedi

### Semifinali
|                | Risultati |                | Luogo e data   |
| -------------- | --------- | -------------- | -------------- |
| Teplice        | 2 - 0     | Slovan Liberec | 5 maggio 2024  |
| Slovan Liberec | 1 - 2     | Teplice        | 12 maggio 2024 |
|                |           |                |                |
| Hradec Králové | 3 - 1     | Sigma Olomouc  | 5 maggio 2024  |
| Sigma Olomouc  | 1 - 3     | Hradec Králové | 12 maggio 2024 |
|                |           |                |                |

### Finale
|                | Risultati |                | Luogo e data   |
| -------------- | --------- | -------------- | -------------- |
| Teplice        | 0 - 1     | Hradec Králové | 19 maggio 2024 |
| Hradec Králové | 2 - 0     | Teplice        | 25 maggio 2024 |
|                |           |                |                |

## Play-out
Le squadre mantengono i punti conquistati nella stagione regolare.
|  | Pos. | Squadra            | Pt | G  | V  | N  | P  | GF | GS | DR  |
|  | ---- | ------------------ | -- | -- | -- | -- | -- | -- | -- | --- |
|  | 11.  | Jablonec           | 41 | 35 | 9  | 14 | 12 | 45 | 50 | -5  |
|  | 12.  | Pardubice          | 40 | 35 | 11 | 7  | 17 | 39 | 47 | -8  |
|  | 13.  | Bohemians 1905     | 39 | 35 | 9  | 12 | 14 | 34 | 48 | -14 |
|  | 14.  | Karviná            | 32 | 35 | 8  | 8  | 19 | 38 | 62 | -24 |
|  | 15.  | Dyn. Č. Budějovice | 29 | 35 | 7  | 8  | 20 | 41 | 70 | -29 |
|  | 16.  | Trinity Zlín       | 27 | 35 | 5  | 12 | 18 | 40 | 69 | -29 |

Legenda:

 Ammessa allo spareggio promozione/retrocessione
      Retrocessa in Druhá liga 2024-2025
Note:

Tre punti a vittoria, uno a pareggio, zero a sconfitta.